# Melanio Báez
Melanio Báez – piłkarz paragwajski, pomocnik.
Baez jako piłkarz klubu Club Nacional był w kadrze reprezentacji podczas finałów mistrzostw świata w 1950 roku, gdzie Paragwaj odpadł w fazie grupowej. Nie zagrał w żadnym meczu.
Baez nigdy nie wziął udziału w turnieju Copa América.